# Persone di nome Helen
| Questa pagina contiene informazioni ricavate automaticamente dalle voci biografiche con l'ausilio del template Bio e di un bot. L'aggiornamento è periodico e automatico e ricostruisce completamente la pagina. Se manca una persona in questa lista, sei pregato di non aggiungerla, ma accertati piuttosto che la sua voce biografica contenga il template Bio e che i dati anagrafici siano correttamente compilati. Se il template Bio manca, inseriscilo tu stesso o, in alternativa, metti l'avviso {{tmp\|Bio}} che ne segnala la mancanza. Se i dati riportati sono sbagliati, correggi direttamente la voce biografica; le modifiche saranno visibili in questa lista entro pochi giorni. Per chiarimenti vedi il progetto antroponimi. La lista contiene solo le 196 persone che sono citate nell'enciclopedia e per le quali è stato implementato correttamente il template Bio. Pagina aggiornata al 22 lug 2025. |

Questa è una lista di persone presenti nell'enciclopedia che hanno il nome Helen, suddivise per attività principale.

## Artiste(2)
- Helen Cammock, artista britannica (n. 1970)
- Helen Chadwick, artista britannica (Croydon, n. 1953 - Londra, † 1996)

## Astronaute(1)
- Helen Sharman, astronauta e chimica britannica (Sheffield, n. 1963)

## Astronome(1)
- Helen Sawyer Hogg, astronoma canadese (Lowell, n. 1905 - † 1993)

## Attiviste(5)
- Helen Blackburn, attivista britannica (Valentia Island, n. 1842 - Londra, † 1903)
- Helen Appo Cook, attivista statunitense (New York, n. 1837 - Washington, † 1913)
- Helen LaKelly Hunt, attivista, filantropa e scrittrice statunitense (n. 1949)
- Helen Joseph, attivista inglese (Sussex, n. 1905 - † 1992)
- Helen Pankhurst, attivista e scrittrice britannica (n. 1964)

## Attrici(49)
- Helen Badgley, attrice statunitense (Saratoga Springs, n. 1908 - Phoenix, † 1977)
- Helen Barnes, attrice e ballerina statunitense (Shelton, n. 1895 - Woodmont, † 1925)
- Helen Baxendale, attrice britannica (Pontefract, n. 1970)
- Helen Broderick, attrice statunitense (Filadelfia, n. 1891 - Beverly Hills, † 1959)
- Helen Burgess, attrice statunitense (Portland, n. 1916 - Los Angeles, † 1937)
- Helen Burns, attrice britannica (Londra, n. 1916 - † 2018)
- Helen Chandler, attrice statunitense (Charleston, n. 1906 - Hollywood, † 1965)
- Helen Connelly, attrice statunitense (Brooklyn, n. 1908 - Belford, † 1987)
- Helen Craig, attrice statunitense (San Antonio, n. 1912 - New York, † 1986)
- Helen Gahagan Douglas, attrice e politica statunitense (Boonton, n. 1900 - New York, † 1980)
- Helen Dunbar, attrice statunitense (Filadelfia, n. 1863 - Los Angeles, † 1933)
- Helen Jerome Eddy, attrice statunitense (New York City, n. 1897 - Alhambra, † 1990)
- Helen Ferguson, attrice statunitense (Decatur, n. 1901 - Clearwater, † 1977)
- Helen Flanagan, attrice britannica (Bury, n. 1990)
- Helen Flint, attrice statunitense (Chicago, n. 1898 - Washington, † 1967)
- Helen Foster, attrice statunitense (Independence, n. 1906 - Los Angeles, † 1982)
- Helen Freeman, attrice statunitense (Saint Louis, n. 1886 - Los Angeles, † 1960)
- Helen Gallagher, attrice, cantante e ballerina statunitense (New York, n. 1926 - New York, † 2024)
- Helen Gardner, attrice e produttrice cinematografica statunitense (Binghamton, n. 1884 - Orlando, † 1968)
- Helen George, attrice britannica (Birmingham, n. 1984)
- Helen Gibson, attrice statunitense (Cleveland, n. 1892 - Roseburg, † 1977)
- Helen Hayes, attrice statunitense (Washington, n. 1900 - Nyack, † 1993)
- Helen, attrice e danzatrice indiana (Yangon, n. 1938)
- Helen Holmes, attrice e sceneggiatrice statunitense (Chicago, n. 1893 - Burbank, † 1950)
- Helen Hong, attrice, comica e cabarettista statunitense (Los Angeles, n. 1974)
- Helen Horton, attrice statunitense (Chicago, n. 1923 - Inghilterra, † 2009)
- Helen Hunt, attrice e regista statunitense (Culver City, n. 1963)
- Helen Kleeb, attrice statunitense (South Bend, n. 1907 - Los Angeles, † 2003)
- Terry Moore, attrice e scrittrice statunitense (Glendale, n. 1929)
- Helen Kurup, attrice britannica (Londra, n. 1986)
- Helen Lindroth, attrice svedese (n. 1874 - Boston, † 1956)
- Helen Lloyd Breed, attrice statunitense (New York, n. 1911 - New York, † 2005)
- Helen Lynch, attrice statunitense (Billings, n. 1900 - Miami Beach, † 1965)
- Helen Mack, attrice statunitense (Rock Island, n. 1913 - Beverly Hills, † 1986)
- Helen McCrory, attrice britannica (Londra, n. 1968 - Londra, † 2021)
- Helen Mirren, attrice britannica (Londra, n. 1945)
- Helen Morse, attrice australiana (Harrow on the Hill, n. 1947)
- Helen Parrish, attrice statunitense (Columbus, n. 1923 - Hollywood, † 1959)
- Helen Shaver, attrice, regista e produttrice televisiva canadese (St. Thomas, n. 1951)
- Helen Slater, attrice e cantautrice statunitense (Massapequa, n. 1963)
- Helen Talbot, attrice e modella statunitense (Concordia, n. 1924 - La Jolla, † 2010)
- Helen Twelvetrees, attrice statunitense (Brooklyn, n. 1908 - Harrisburg, † 1958)
- Helen Vinson, attrice statunitense (Beaumont, n. 1905 - Chapel Hill, † 1999)
- Helen Vita, attrice e cantante svizzera (Hohenschwangau, n. 1928 - Berlino, † 2001)
- Helen Walker, attrice statunitense (Worcester, n. 1920 - North Hollywood, † 1968)
- Helen Ware, attrice statunitense (San Francisco, n. 1877 - Carmel, † 1939)
- Helen Westcott, attrice statunitense (Los Angeles, n. 1928 - Edmonds, † 1998)
- Helen Westley, attrice statunitense (Brooklyn, n. 1875 - Middlebush, † 1942)
- Helen Lee Worthing, attrice statunitense (Louisville, n. 1905 - Los Angeles, † 1948)

## Attrici teatrali(1)
- Helen Menken, attrice teatrale statunitense (New York, n. 1901 - New York, † 1966)

## Bobbiste(1)
- Helen Upperton, bobbista canadese (Al-Ahmadi, n. 1979)

## Canoiste(1)
- Helen Reeves, canoista britannica (n. 1980)

## Canottiere(2)
- Helen Glover, canottiera britannica (Truro, n. 1986)
- Helen Tanger, canottiera olandese (Hardenberg, n. 1978)

## Cantanti(11)
- Tammy Jones, cantante gallese (Bangor, n. 1944)
- Helen Kane, cantante statunitense (The Bronx, n. 1904 - Queens, † 1966)
- Helen Marnie, cantante e tastierista scozzese (Glasgow, n. 1978)
- Helen Micallef, cantante maltese (Birkirkara, n. 1950)
- Helen Morgan, cantante e attrice statunitense (Danville, n. 1900 - Chicago, Illinois, † 1941)
- Helen Reddy, cantante e attrice australiana (Melbourne, n. 1941 - Los Angeles, † 2020)
- Sade Adu, cantante, compositrice e produttrice discografica britannica (Ibadan, n. 1959)
- Helen Shapiro, cantante e attrice inglese (Bethnal Green, n. 1946)
- Helen Sjöholm, cantante e attrice svedese (Sköns, n. 1970)
- Helen Terry, cantante inglese (n. 1956)
- Lynni Treekrem, cantante statunitense (Seattle, n. 1958)

## Cardiologhe(1)
- Helen Brooke Taussig, cardiologa statunitense (Cambridge, n. 1898 - Kennett Square, † 1986)

## Cavallerizze(1)
- Helen Langehanenberg, cavallerizza tedesca (Münster, n. 1982)

## Cestiste(3)
- Helen Darling, ex cestista e allenatrice di pallacanestro statunitense (Columbus, n. 1978)
- Helen Cristina Santos Luz, ex cestista brasiliana (Araçatuba, n. 1972)
- Helen Zwanenburg, ex cestista olandese (Velsen, n. 1957)

## Chimiche(1)
- Helen Murray Free, chimica statunitense (Pittsburgh, n. 1923 - Elkhart, † 2021)

## Cicliste su strada(1)
- Connie Carpenter, ex ciclista su strada, pistard e ex pattinatrice di velocità su ghiaccio statunitense (Madison, n. 1957)

## Ciclocrossiste(1)
- Helen Wyman, ex ciclocrossista e ex ciclista su strada britannica (St Albans, n. 1981)

## Conduttrici televisive(3)
- Tess Daly, conduttrice televisiva britannica (Stockport, n. 1969)
- Helen O'Connell, conduttrice televisiva e cantante statunitense (Lima, n. 1920 - San Diego, † 1993)
- Helen Skelton, conduttrice televisiva, giornalista e conduttrice radiofonica britannica (Carlisle, n. 1983)

## Contralti(1)
- Helen Watts, contralto britannico (Milford Haven, n. 1927 - † 2009)

## Coreografe(1)
- Helen Tamiris, coreografa, ballerina e insegnante statunitense (New York, n. 1905 - New York, † 1966)

## Costumiste(1)
- Helen Rose, costumista statunitense (Chicago, n. 1904 - Palm Springs, † 1985)

## Critiche letterarie(3)
- Helen Gardner, critica letteraria britannica (Londra, n. 1908 - Bicester, † 1986)
- Helen Hackett, critica letteraria britannica (n. 1961)
- Helen Vendler, critica letteraria e anglista statunitense (Boston, n. 1933 - Laguna Niguel, † 2024)

## Crittografe(1)
- Helen Fouché Gaines, crittologa statunitense (Hot Springs, n. 1888 - Lake Village, † 1940)

## Danzatrici(1)
- Elena Sedlak, ballerina, coreografa e attrice italiana (Sutri, n. 1938 - Sutri, † 2024)

## Educatrici(1)
- Helen Kim, educatrice e diplomatica sudcoreana (Incheon, n. 1899 - Seul, † 1970)

## First lady(1)
- Helen Taft, first lady statunitense (Cincinnati, n. 1861 - Washington, † 1943)

## Fisiche(1)
- Helen Quinn, fisica australiana (Melbourne, n. 1943)

## Fondiste(1)
- Helen Hoffmann, fondista tedesca (n. 2002)

## Fotografe(3)
- Helen Levitt, fotografa e regista statunitense (New York, n. 1913 - New York, † 2009)
- Helen Balfour Morrison, fotografa statunitense (Evanston, n. 1890 - Highland Park, † 1984)
- Helen Sager, fotografa, pittrice e insegnante svizzera (Bleien, n. 1939)

## Ginnaste(1)
- Helen Schifano, ginnasta statunitense (Newark, n. 1922 - Fanwood, † 2007)

## Giocatrici di football americano(1)
- Helen Wicht, giocatrice di football americano finlandese (n. 2002)

## Giornaliste(5)
- Helen Grund, giornalista tedesca (Berlino, n. 1886 - Parigi, † 1982)
- Helen Gurley Brown, giornalista, editrice e scrittrice statunitense (Green Forest, n. 1922 - New York, † 2012)
- Helen McCloy, giornalista, scrittrice e critica d'arte statunitense (New York, n. 1904 - Boston, † 1994)
- Helen Rowland, giornalista e umorista statunitense (n. 1875 - † 1950)
- Helen Thomas, giornalista, opinionista e scrittrice statunitense (Winchester, n. 1920 - Washington, † 2013)

## Hockeiste su prato(1)
- Helen Richardson, hockeista su prato britannica (Hitchin, n. 1981)

## Illustratrici(2)
- Beatrix Potter, illustratrice, scrittrice e naturalista britannica (Londra, n. 1866 - Near Sawrey, † 1943)
- Helen Stratton, illustratrice britannica (Nowganj, n. 1867 - Bath, † 1961)

## Imprenditrici(2)
- Helen König, imprenditrice e ceramista italiana (n. 1886 - † 1974)
- Helen Walton, imprenditrice statunitense (Claremore, n. 1919 - Bentonville, † 2007)

## Insegnanti(1)
- Helen Meier, insegnante e scrittrice svizzera (Mels, n. 1929 - Trogen, † 2021)

## Lottatrici(1)
- Helen Maroulis, lottatrice statunitense (Rockville, n. 1991)

## Mezzofondiste(1)
- Helen Clitheroe, ex mezzofondista e siepista britannica (Preston, n. 1974)

## Modelle(4)
- Helen Fairbrother, modella britannica
- Helen Lindes, modella spagnola (Gerona, n. 1981)
- Helen Morgan, modella gallese (Barry, n. 1952)
- Helen Svedin, modella svedese (Sollefteå, n. 1974)

## Musiciste(1)
- Helen Carter, musicista statunitense (n. 1927 - † 1998)

## Nobildonne(1)
- Helen Gordon-Lennox, nobildonna britannica (n. 1886 - † 1965)

## Nuotatrici(5)
- Elenor Gordon, nuotatrice britannica (Hamilton, n. 1934 - Wishaw, † 2014)
- Helen Jameson, ex nuotatrice britannica (n. 1963)
- Helen Johns, nuotatrice statunitense (Boston, n. 1914 - Sumter, † 2014)
- Helen Stewart, ex nuotatrice e pallavolista canadese (n. 1938)
- Helen Varcoe, nuotatrice britannica (Croydon, n. 1907 - Truro, † 1995)

## Pedagogiste(1)
- Helen Parkhurst, pedagogista e educatrice statunitense (New York, n. 1887 - New York, † 1973)

## Pianiste(2)
- Helen Huang, pianista giapponese (Ibaraki, n. 1982)
- Helen Schnabel, pianista e docente statunitense (New York, n. 1911 - Lago di Como, † 1974)

## Pittrici(4)
- Helen Allingham, pittrice e illustratrice britannica (Swadlincote, n. 1848 - Haslemere, † 1926)
- Helen Frankenthaler, pittrice statunitense (New York City, n. 1928 - Darien, † 2011)
- Helen Hardin, pittrice statunitense (Albuquerque, n. 1943 - † 1984)
- Helen Hyde, pittrice e illustratrice statunitense (Lima, n. 1868 - Pasadena, † 1919)

## Poetesse(2)
- Helen Cruickshank, poetessa scozzese (Montrose, n. 1886 - Edimburgo, † 1975)
- Helen Hunt Jackson, poetessa e scrittrice statunitense (Amherst, n. 1830 - San Francisco, † 1885)

## Politiche(7)
- Helen Chenoweth-Hage, politica statunitense (Topeka, n. 1938 - Tonopah, † 2006)
- Helen Clark, politica neozelandese (Waikato, n. 1950)
- Jo Cox, politica britannica (Batley, n. 1974 - Leeds, † 2016)
- Helen Delich Bentley, politica statunitense (Ruth, n. 1923 - Timonium, † 2016)
- Helen McEntee, politica irlandese (Navan, n. 1986)
- Helen Suzman, politica e attivista sudafricana (Germiston, n. 1917 - Johannesburg, † 2009)
- Helen Zille, politica sudafricana (Johannesburg, n. 1951)

## Religiose(1)
- Helen Prejean, religiosa statunitense (Baton Rouge, n. 1939)

## Rugbiste a 15(1)
- Helen Va'aga, ex rugbista a 15 e allenatrice di rugby a 15 neozelandese (Auckland, n. 1977)

## Sceneggiatrici(2)
- Helen Deutsch, sceneggiatrice e giornalista statunitense (New York, n. 1906 - New York, † 1992)
- Helen Logan, sceneggiatrice statunitense (Los Angeles, n. 1906 - Los Angeles, † 1989)

## Scenografe(1)
- Catherine Hardwicke, scenografa, regista e sceneggiatrice statunitense (Cameron, n. 1955)

## Scrittrici(26)
- Helen Aberson, scrittrice statunitense (Syracuse, n. 1907 - New York, † 1999)
- Helen Barolini, scrittrice, traduttrice e saggista statunitense (Syracuse, n. 1925 - † 2023)
- Helen Cooper, scrittrice e illustratrice inglese (Londra, n. 1963)
- Helen Cresswell, scrittrice inglese (Kirkby-in-Ashfield, n. 1934 - Eakring, † 2005)
- Helen Cross, scrittrice inglese (n. 1967)
- Helen Hadsell, scrittrice statunitense (Aberdeen, n. 1924 - Irving, † 2010)
- Helen DeWitt, scrittrice statunitense (Takoma Park, n. 1957)
- Helen Dunmore, scrittrice e poetessa inglese (Beverley, n. 1952 - Bristol, † 2017)
- Helen Eustis, scrittrice e traduttrice statunitense (Cincinnati, n. 1916 - New York, † 2015)
- Helen Fielding, scrittrice, produttrice televisiva e giornalista inglese (Morley, n. 1958)
- Helen Hoover, scrittrice statunitense (Greenfield, n. 1910 - Fort Collins, † 1984)
- Helen Keller, scrittrice, attivista e insegnante statunitense (Tuscumbia, n. 1880 - Easton, † 1968)
- Helen Kendrick Johnson, scrittrice e attivista statunitense (Hamilton, n. 1844 - † 1917)
- Helen Nearing, scrittrice statunitense (Ridgewood, n. 1904 - Harborside, † 1995)
- Helen Macdonald, scrittrice e naturalista britannica (Chertsey, n. 1970)
- Helen McCarthy, scrittrice inglese (n. 1951)
- Helen Moore, scrittrice e poetessa scozzese (Chalfont St. Giles, n. 1971)
- Helen Nielsen, scrittrice e sceneggiatrice statunitense (Roseville, n. 1918 - Prescott, † 2002)
- Helen Oyeyemi, scrittrice britannica (Ibadan, n. 1984)
- Helen Reilly, scrittrice statunitense (New York, n. 1891 - † 1962)
- Helen Simpson, scrittrice, drammaturga e biografa australiana (Sydney, n. 1897 - Worcestershire, † 1940)
- Helen Simpson, scrittrice britannica (Bristol, n. 1959)
- Helen Walsh, scrittrice e regista britannica (Warrington, n. 1977)
- Helen Zahavi, scrittrice britannica (Londra, n. 1966)
- Helen Zimmern, scrittrice e traduttrice tedesca (Amburgo, n. 1846 - Firenze, † 1934)
- Nell Zink, scrittrice statunitense (n. 1964)

## Sociologhe(1)
- Helen Schwenken, sociologa tedesca (n. 1972)

## Soprani(5)
- Helen Donath, soprano statunitense (Corpus Christi, n. 1940)
- Helen Jepson, soprano statunitense (Titusville, n. 1904 - Bradenton, † 1997)
- Helen Lemmens-Sherrington, soprano inglese (Preston, n. 1834 - Bruxelles, † 1906)
- Nellie Melba, soprano australiano (Richmond, n. 1861 - Sydney, † 1931)
- Helen Traubel, soprano statunitense (St. Louis, n. 1899 - Santa Monica, † 1972)

## Tenniste(12)
- Helen Angwin, ex tennista australiana (n. 1931)
- Helen Fletcher, tennista britannica (Heanor, n. 1931 - † 2022)
- Helen Gourlay, ex tennista australiana (Launceston, n. 1946)
- Helen Hellwig, tennista statunitense (Brooklyn, n. 1874 - New York, † 1960)
- Helen Homans, tennista statunitense (n. 1878 - † 1949)
- Helen Jackson, tennista britannica
- Helen Hull Jacobs, tennista statunitense (Globe, n. 1908 - † 1997)
- Helen Kayser, ex tennista australiana
- Helen Kelesi, ex tennista canadese (Victoria, n. 1969)
- Helen Rihbany, tennista statunitense (Stamford, n. 1916 - Barnstable, † 1998)
- Helen Sheedy, ex tennista australiana
- Helen Wills Moody, tennista, pittrice e scrittrice statunitense (Centerville, n. 1905 - Carmel-by-the-Sea, † 1998)

## Triatlete(1)
- Helen Jenkins, triatleta britannica (Elgin, n. 1984)

## Tuffatrici(2)
- Helen Meany, tuffatrice statunitense (New York, n. 1904 - Greenwich, † 1991)
- Helen Wainwright, tuffatrice e nuotatrice statunitense (New York, n. 1906 - Hampton Bays, † 1965)

## Velociste(1)
- Helen Stephens, velocista, discobola e cestista statunitense (Fulton, n. 1918 - Saint Louis, † 1994)

## Zoologhe(1)
- Helen Gaige, zoologa statunitense (Bad Axe, n. 1890 - Gainesville, † 1976)